# Hertz 87.9
Hertz 87.9 ist das Hochschulradio für Bielefeld. Hertz 87.9 sendet seit dem 6. Dezember 2000 terrestrisch auf der Frequenz 87,9 MHz im Stadtgebiet von Bielefeld sowie auch per Live-Stream und App. Inhaltliche Schwerpunkte des Senders sind studentische Themen rund um Bielefeld sowie Wissenschafts- und Lokalnachrichten.

## Sendegebiet
Der eigentliche Rundfunksender befindet sich nicht im Universitätsgebäude, sondern auf dem Telekomgebäude am Kesselbrink, dem höchsten Gebäude in der Bielefelder Innenstadt. Das Sendegebiet umfasst das ganze Stadtgebiet Bielefelds bis auf den Bereich westlich des Teutoburger Waldes. Nach Osten hin kann man Hertz 87.9 auch noch weiter empfangen, beispielsweise in Bad Salzuflen oder teilweise auch in Minden.

## Programm
Hertz 87.9 sendet von Montag bis Freitag moderiertes Programm. Täglich ab neun Uhr läuft die Sendung Der Morgen. Die Schwerpunkte des Magazins sind Neuigkeiten aus der Universität Bielefeld (Interviews mit Lehrenden, Veranstaltungstipps, Mensaplan) sowie allgemeinere lokale Themen aus Kultur, Politik und Sport. Jeden Abend ab 18 Uhr wird ein monothematisches Magazin gesendet. Unter anderem gibt es Sendungen zu Games, Kino, Kunst und Kultur, Musikneuheiten, Hochschulpolitik, Sport und Wissenschaft. Außerdem gibt es eine monatliche Plattenkritiksendung, einen Polit-Talk sowie eine Satiresendung, die in unregelmäßigen Abständen auch als Bühnenprogramm aufgeführt wird.

## Musik
Die Musik von Hertz 87.9 wird von der internen Musikredaktion ausgewählt. Der Schwerpunkt liegt auf Musik von Bands, die auf kommerziellen Radiostationen nicht gespielt werden oder einen lokalen oder regionalen Hintergrund haben. Dabei werden möglichst viele verschiedene Genres abgebildet, die je nach Härtegrad am Tag oder in der Nacht gespielt werden. Jeden Abend ab 22 Uhr wird eine Stunde Zielgruppenmusik gespielt. Beispielsweise gibt es eine Dark-Wave- und eine Deutschpunksendung. In der Sendung Open Turntables legen jeden Freitag ab 20 Uhr DJs Livesets auf, die aus dem Studio übertragen werden. Hertz 87.9 berichtet regelmäßig von Konzerten, die in und um Bielefeld stattfinden und führt Interviews mit Bands, die in der Sendung ImGespräch jeden Donnerstag Abend ab 20 Uhr ausgestrahlt werden. 

## Zielgruppe
Das Programm von Hertz 87.9 richtet sich in erster Linie, aber nicht ausschließlich, an die Studierenden Bielefelds. 

## Redaktion
Die Redaktion von Hertz 87.9 besteht aus Studierenden der Universität und der Fachhochschule Bielefeld. Die Mehrheit des Teams arbeitet ehrenamtlich für den Sender, einige Mitglieder des Redaktionsteams sind als sogenannte studentische Hilfskräfte bei der Universität Bielefeld angestellt.
Hertz 87.9 ist ein Ausbildungsradio. Entsprechend werden regelmäßig Seminare für Neulinge angeboten, bei denen die Basics des Radiojournalismus vermittelt werden. Studierende oder Schüler können außerdem bei Hertz 87.9 ein von Fakultäten der Universität und Berufsschulen anerkanntes Praktikum absolvieren.

## Auszeichnungen
| Redakteur/innen                             | Beitrag                                    | Kategorie                         | Auszeichnung                           | Jahr |
| ------------------------------------------- | ------------------------------------------ | --------------------------------- | -------------------------------------- | ---- |
| Anne Speckmann                              | Rassismus in TKKG                          | Kultur                            | Campusradio-Preis der LfM              | 2024 |
| Redaktion Hertz 87.9                        | Das Campusfestival auf Hertz 87.9          | Innovative Hörer*inneninteraktion | Campus-Radio-Preis der LfM             | 2023 |
| Matteo Busch, Matthias Münzel               | Hertz Reloaded (Extended Directors Cut)    | Sonderpreis                       | Campus-Radio-Preis der LfM             | 2022 |
| Niklas Treppner                             | Barrieren im Kopf                          | Hochschule                        | Campus-Radio-Preis der LfM             | 2022 |
| Farina Grotzfeld, Dr. Peter Schildhauer     | The Power of Algorithms                    | Wissenschaft                      | Campus-Radio-Preis der LfM             | 2021 |
| Maximilian Hampel                           | 11. NSU Mord in Rheda-Wiedenbrück?         | Kreative Programmleistung         | Campus-Radio-Anerkennungspreis der LfM | 2018 |
| Helen Bielawa                               | Debatte um Kultürk                         | Hochschule                        | Campus-Radio-Preis der LfM             | 2018 |
| Redaktion Hertz 87.9                        | HertzSpiel – im Schatten der Bauwand       | Kreative Programmleistung         | Campus-Radio-Preis der LfM             | 2017 |
| Philip Strunk, Gero Brinkmann               | Sondersendung zum Terror in Paris          | Wissenschaft                      | Campus-Radio-Preis der LfM             | 2016 |
| Andreas Hermwille                           | Das Dach als Luxusgut (Feature)            | Hochschule                        | Campus-Radio-Preis der LfM             | 2015 |
| Conor Körber, Philip Strunk, Simon Strehlau | Hertz an Hertz – die Satireshow            | Kreative Programmleistung         | Campus-Radio-Preis der LfM             | 2015 |
| Redaktion Hertz 87.9                        | Sondersendung zum Campusfestival Bielefeld | Musiksendung                      | Campus-Radio-Preis der LfM             | 2015 |
| Conor Körber, Philip Strunk, Simon Strehlau | Hertz an Hertz – die Satireshow (Konzept)  | -                                 | Stern des Jahres, Neue Westfälische    | 2015 |
| Andreas Hermwille                           | Die Sturmsendung                           | Hochschule                        | Campus-Radio-Preis der LfM             | 2014 |
| Marianne Jaffke                             | Das Herzbluten unserer Passwörter          | Wissenschaft                      | Campus-Radio-Preis der LfM             | 2014 |
| Keywan Najafi Tonekaboni                    | Wohnen in der Uni (Reportage)              | Hochschule                        | Campus-Radio-Preis der LfM             | 2013 |
| Simon Siemianowski                          | Besuch der Sternwarte in Brackwede         | Wissenschaft                      | Campus-Radio-Anerkennungspreis der LfM | 2013 |
| Kathrin Sielker                             | 40 Jahre Uni Bielefeld                     | Hochschule                        | Campus-Radio-Preis der LfM             | 2010 |
| Mario Sarcletti                             | Lange Lage                                 | Hochschule                        | Campus-Radio-Preis der LfM             | 2007 |
| Kathrin Sielker, Michael Böddeker           | G8 Caravan Spezial                         | Beste Sondersendung               | Campus-Radio-Preis der LfM             | 2007 |